# كيم دونغ تشان
كيم دونغ تشان (هانغل: 김동찬) هو لاعب كرة قدم كوري جنوبي في مركز الهجوم، ولد في 19 أبريل 1986 في غواتشيون في كوريا الجنوبية. شارك مع منتخب كوريا الجنوبية لكرة القدم. أما مع النوادي، فقد لعب مع جونبك هيونداي موتورز وسوون سامسونغ بلووينغز.

## وصلات خارجية
- كيم دونغ تشان على موقع دوري كوريا الجنوبية (الإنجليزية)
- كيم دونغ تشان على موقع قاعدة بيانات كرة القدم.إي يو (الإنجليزية)
- كيم دونغ تشان على موقع Soccerway.com (الإنجليزية)